# Décès en mars 2024
Décès
- 2020
- 2021
- 2022
- 2023
- 2024
- 2025
- 2026
- 2027
- 2028

Pour une information complémentaire, voir la page d'aide.

| Date              | Nom                       | Activités | Âge   | Source |
| ----------------- | ------------------------- | --- | ----- | ------ |
| 31 mars           | Jonathan Bennett          | Philosophe britannique.                                                                                       | 94    | (en)   |
| 31 mars           | Elmira Chackal            | Poétesse et écrivaine française.                                                                              | 97    |        |
| 31 mars           | Guylaine Guy              | Chanteuse, actrice et peintre canadienne.                                                                     | 94    |        |
| 31 mars           | Rob Kaman                 | Kick-boxeur néerlandais.                                                                                      | 63    | (en)   |
| 31 mars           | Jean-Yves Le Fur          | Homme d'affaires et éditeur français.                                                                         | 59    |        |
| 31 mars           | Barbara Rush              | Actrice américaine.                                                                                           | 97    | (en)   |
| 30 mars           | Martín Almada             | Écrivain et avocat paraguayen.                                                                                | 87    | (es)   |
| 30 mars           | Michel Buffet             | Designer industriel français.                                                                                 | 92    |        |
| 30 mars           | Étienne Couvert           | Historien, auteur catholique traditionaliste et professeur français.                                          | 96    |        |
| 30 mars           | Bill Delahunt             | Homme politique américain.                                                                                    | 82    | (en)   |
| 30 mars           | Fred Gamble               | Pilote automobile américain.                                                                                  | 92    | (de)   |
| 30 mars           | Ulrike Koch               | Sinologue, tibétologue, écrivaine et réalisatrice suisse.                                                     | 71/74 | (en)   |
| 30 mars           | Yōko Ōta                  | Géographe japonaise                                                                                           | 95    | (en)   |
| 30 mars           | Benoît Pelletier          | Homme politique et avocat québécois.                                                                          | 64    |        |
| 29 mars           | Jules Ajodhia             | Homme politique surinamais.                                                                                   | 79    |        |
| 29 mars           | Habib Benmimoun           | Footballeur international algérien.                                                                           | 66    |        |
| 29 mars           | Gerry Conway              | Batteur et percussionniste britannique de folk et de rock.                                                    | 76    | (en)   |
| 29 mars           | Katsura Funakoshi         | Sculpteur japonais.                                                                                           | 72    | (ja)   |
| 29 mars           | Louis Gossett Jr.         | Acteur, producteur et réalisateur américain.                                                                  | 87    | (en)   |
| 29 mars           | Trevor Griffiths          | Dramaturge britannique.                                                                                       | 88    | (en)   |
| 29 mars           | Péter Juhász              | Joueur de football international hongrois, médaillé d'argent aux Jeux olympiques d'été de 1972.               | 75    | (hu)   |
| 29 mars           | Katsumi Komagata          | Artiste japonais.                                                                                             |       |        |
| 29 mars           | Hans-Joachim Meyer        | Homme politique est-allemand.                                                                                 | 87    | (de)   |
| 29 mars           | Chance Perdomo            | Acteur britannique.                                                                                           | 27    |        |
| 29 mars           | Amedeo Quondam            | Académicien, historien de la littérature et essayiste italien.                                                | 80    | (it)   |
| 28 mars           | Rahib Aliyev              | Acteur, comédien azéri.                                                                                       | 78    | (az)   |
| 28 mars           | Kurt Elimä                | Sauteur à ski suédois.                                                                                        | 84    | (sv)   |
| 28 mars           | Guy Goffette              | Poète belge.                                                                                                  | 76    |        |
| 28 mars           | Larry Lloyd               | Footballeur anglais.                                                                                          | 75    | (en)   |
| 28 mars           | Natalya Melekhina         | Coureuse cycliste soviétique puis russe.                                                                      | 61    | (ru)   |
| 28 mars           | Igors Rausis              | Joueur et entraîneur d'échecs letton.                                                                         | 62    | (hr)   |
| 28 mars           | Ma Shitu                  | Écrivain, calligraphe, homme politique et centenaire chinois.                                                 | 109   | (zh)   |
| 28 mars           | Walt Wesley               | Joueur de basket-ball américain.                                                                              | 79    | (en)   |
| 28 mars           | Marian Zazeela            | Plasticienne, peintre, et musicienne américaine.                                                              | 83    | (en)   |
| 27 mars           | Dani Tammam Akel          | Combattant russo-syrien.                                                                                      | ?     | (en)   |
| 27 mars           | Andriy Antonychtchak      | Homme politique soviétique puis ukrainien.                                                                    | 54    | (en)   |
| 27 mars           | Pierrette Boutin          | Athlète de lancers de disque française.                                                                       | 94    |        |
| 27 mars           | M. D. Bright              | Dessinateur de comics américain.                                                                              | 68    | (en)   |
| 27 mars           | La Castou                 | Danseuse, chanteuse et actrice suisse.                                                                        | 75    |        |
| 27 mars           | Choi Dae-shik             | Footballeur sud-coréen.                                                                                       | 59    | (ko)   |
| 27 mars           | Avraham Grossman          | Historien israélien.                                                                                          | 88    | (he)   |
| 27 mars           | Daniel Kahneman           | Psychologue et économiste américano-israélien.                                                                | 90    | (en)   |
| 27 mars           | Louis Kilzer              | Journaliste et essayiste américain.                                                                           | 73    | (en)   |
| 27 mars           | Joseph Lieberman          | Homme politique, sénateur des États-Unis.                                                                     | 82    | (en)   |
| 26 mars           | Gisela Birkemeyer         | Athlète de haies allemande, médaillée d'argent aux Jeux olympiques d'été de 1956 et de bronze à ceux de 1960. | 92    | (de)   |
| 26 mars           | Patrice de Bonneval       | Pharmacien français.                                                                                          | 80    |        |
| 26 mars           | Bernard Bourgeois         | Philosophe français.                                                                                          | 94    |        |
| 26 mars           | Enrico Giusti             | Mathématicien italien.                                                                                        | 83    | (it)   |
| 26 mars           | Jacques Haissinsky        | Physicien français.                                                                                           | 88    |        |
| 26 mars           | Andy Liu                  | Mathématicien canadien.                                                                                       | 77    | (en)   |
| 26 mars           | Richard Serra             | Artiste d'art contemporain américain.                                                                         | 85    | (en)   |
| 26 mars           | Zahra Shojaei             | Femme politique iranienne.                                                                                    | 67    | (fa)   |
| 26 mars           | Emmanuel Terray           | Anthropologue et militant politique français.                                                                 | 88/89 |        |
| 26 mars           | Giuliano Vangi            | Sculpteur et peintre italien.                                                                                 | 93    | (it)   |
| 26 mars           | André Van Herpe           | Joueur de football international belge.                                                                       | 86    | (nl)   |
| 26 mars           | Éric van Weddingen        | Homme politique belge.                                                                                        | 76    |        |
| 25 mars           | Laurent Achard            | Réalisateur et scénariste français.                                                                           | 59    |        |
| 25 mars           | Claude Alphandéry         | Résistant, banquier et économiste français.                                                                   | 101   |        |
| 25 mars           | Ushio Amagatsu            | Danseur et chorégraphe japonais.                                                                              | 74    | (ja)   |
| 25 mars           | Chris Cross               | Musicien britannique.                                                                                         | 71    | (en)   |
| 25 mars           | David Forbes              | Hockeyeur sur glace canadien.                                                                                 | 75    | (en)   |
| 25 mars           | Elisabeth Guttenberger    | Sinté allemande, survivante du Porajmos.                                                                      | 98    | (de)   |
| 25 mars           | Maurice El Médioni        | Pianiste compositeur interprète algérien de musique andalouse et de raï.                                      | 95    |        |
| 25 mars           | Imogen Stuart             | Sculptrice germano-irlandaise.                                                                                | 96    | (en)   |
| 25 mars           | Diana Wall                | Scientifique de l'environnement et professeure d’université américaine.                                       | 80    | (en)   |
| 25 mars           | Fritz Wepper              | Acteur allemand.                                                                                              | 82    | (de)   |
| 24 mars           | George Abbey              | Directeur du centre spatial Lyndon B. Johnson (JSC).                                                          | 91    | (en)   |
| 24 mars           | Denis Clavel              | Poète français.                                                                                               | 81    |        |
| 24 mars           | Péter Eötvös              | Compositeur et chef d'orchestre hongrois.                                                                     | 80    |        |
| 24 mars           | Judith Hemmendinger       | Travailleuse sociale juive française d'origine allemande.                                                     | 100   |        |
| 24 mars           | Anna 'Matlelima Hlalele   | Femme politique lesothonienne.                                                                                | 94/95 | (en)   |
| 24 mars           | Albert Le Guern           | Syndicaliste CGT des PTT français.                                                                            | 96    |        |
| 24 mars           | Philippe Minard           | Enseignant-chercheur et historien français.                                                                   | 62    |        |
| 24 mars           | Marjorie Perloff          | Philosophe, linguiste, critique d'art, essayiste et universitaire américaine.                                 | 92    | (en)   |
| 24 mars           | Violeta Quesada           | Athlète cubaine, médaillée d'argent aux Jeux olympiques d'été de 1968.                                        | 76    | (es)   |
| 24 mars           | Roland Rodier             | Acteur français.                                                                                              | 96    |        |
| 24 mars           | Gordon Singleton          | Coureur cycliste sur piste canadien.                                                                          | 67    | (en)   |
| 23 mars           | Daniel Beretta            | Acteur et chanteur français.                                                                                  | 77    |        |
| 23 mars           | Igor Ozim                 | Violoniste et professeur de musique classique, yougoslave puis slovène.                                       | 92    | (sl)   |
| 23 mars           | Nicolae Manolescu         | Professeur et critique littéraire roumain.                                                                    | 84    | (ro)   |
| 23 mars           | Maurizio Pollini          | Pianiste italien.                                                                                             | 82    |        |
| 23 mars           | Abdulah Sidran            | Écrivain, poète et scénariste yougoslave puis bosnien.                                                        | 79    | (en)   |
| 23 mars           | Silvia Tortosa            | Actrice, chanteuse et présentatrice espagnole.                                                                | 77    | (es)   |
| 22 mars           | Laurent de Brunhoff       | Auteur et illustrateur français.                                                                              | 98    |        |
| 22 mars           | Francisco Gil Craviotto   | Écrivain espagnol.                                                                                            | 91    | (es)   |
| 22 mars           | Anne-Marie Trégouët       | Résistante française.                                                                                         | 99    |        |
| 21 mars           | Orlando Aravena           | Footballeur international chilien.                                                                            | 81    | (es)   |
| 21 mars           | David Attwood             | Réalisateur britannique.                                                                                      | 71    | (en)   |
| 21 mars           | Jean-Louis Biget          | Historien français.                                                                                           | 86    |        |
| 21 mars           | Pierre Cordier            | Photographe et artiste plasticien belge.                                                                      | 91    |        |
| 21 mars           | Marcel Fernandez          | Coureur cycliste français.                                                                                    | 94    |        |
| 21 mars           | István Gyenesei           | Homme politique hongrois.                                                                                     | 75    | (hu)   |
| 21 mars           | Ron Harper                | Acteur américain.                                                                                             | 88    | (en)   |
| 21 mars           | Mary Meyers               | Patineuse de vitesse américaine.                                                                              | 78    | (en)   |
| 21 mars           | Frédéric Mitterrand       | Écrivain, réalisateur, animateur de télévision et homme politique français.                                   | 76    |        |
| 20 mars           | Faramarz Aslani           | Guitariste, auteur et chanteur iranien.                                                                       | 69    | (fa)   |
| 20 mars           | Mark Blankfield           | Acteur américain.                                                                                             | 73    |        |
| 20 mars           | Roger Bozzetto            | Universitaire et critique littéraire français                                                                 | 87    |        |
| 20 mars           | Martin Greenfield         | Maître tailleur américain.                                                                                    | 95    | (en)   |
| 20 mars           | Winai Kraibutr            | Acteur thaïlandais.                                                                                           | 54    | (th)   |
| 20 mars           | Laetitia Krupa            | Journaliste politique française.                                                                              | 48    |        |
| 20 mars           | Dumitru Macri             | Footballeur et entraîneur roumain.                                                                            | 92    |        |
| 20 mars           | Firmin Mattis             | Skieur alpin français.                                                                                        | 94    |        |
| 20 mars           | António Pacheco           | Footballeur portugais.                                                                                        | 57    | (pt)   |
| 20 mars           | Benoît Rayski             | Journaliste et essayiste français.                                                                            | 86    |        |
| 20 mars           | Vernor Vinge              | Écrivain de science-fiction américain.                                                                        | 79    | (en)   |
| 19 mars           | Raymond Boulanger         | Pilote de brousse et trafiquant de drogue québécois.                                                          | 76    |        |
| 19 mars           | Neeli Cherkovski          | Poète américain.                                                                                              | 78    | (en)   |
| 19 mars           | Réda Dalil                | Journaliste et écrivain marocain.                                                                             | 45    |        |
| 19 mars           | Léonard Forest            | Artiste, poète et cinéaste acadien.                                                                           | 96    |        |
| 19 mars           | Ersen Martin              | Footballeur turc.                                                                                             | 44    | (tr)   |
| 19 mars           | Yves Michaud              | Homme politique et journaliste québécois.                                                                     | 94    |        |
| 19 mars           | Vassili Outkine           | Journaliste sportif russe.                                                                                    | 52    | (ru)   |
| 19 mars           | Jean-Luc Seret            | Maître international d'échecs français et quadruple champion de France.                                       | 72    |        |
| 19 mars           | M. Emmet Walsh            | Acteur américain.                                                                                             | 88    | (en)   |
| 18 mars           | Carole-Marie Allard       | Femme politique canadienne.                                                                                   | 74    |        |
| 18 mars           | Claude Bisson             | Juriste canadien.                                                                                             | 92    |        |
| 18 mars           | Peter Bolliger            | Rameur suisse, médaillé de bronze aux Jeux olympiques d'été de 1968.                                          | 86    | (de)   |
| 18 mars           | Nicandro Díaz             | Producteur de télévision mexicain.                                                                            | 60    | (es)   |
| 18 mars           | Kanstantsin Kaltsow       | Joueur professionnel biélorusse de hockey sur glace.                                                          | 42    |        |
| 18 mars           | Roy McMurtry              | Avocat et homme politique canadien.                                                                           | 91    | (en)   |
| 18 mars           | Joaquim Santos            | Pilote de rallyes portugais.                                                                                  | 71    | (pt)   |
| 18 mars           | Kenjirō Shinozuka         | Pilote de rallye et de rallye-raid japonais.                                                                  | 75    | (en)   |
| 18 mars           | Chris Simon               | Joueur professionnel canadien de hockey sur glace.                                                            | 52    | (en)   |
| 18 mars           | Thomas Stafford           | Astronaute américain.                                                                                         | 93    | (en)   |
| 18 mars           | Jim Ward                  | Concepteur de jeux et auteur de fantasy américain.                                                            | 72    | (en)   |
| 17 mars           | Nuno Júdice               | Essayiste, poète, romancier et professeur portugais.                                                          | 74    | (pt)   |
| 17 mars           | Emmet Stagg               | Homme politique irlandais du Parti travailliste.                                                              | 79    | (en)   |
| 16 mars           | Sylvain Augier            | Animateur français de télévision et de radio.                                                                 | 68    |        |
| 16 mars           | Jean-Marie Borzeix        | Journaliste et responsable d'établissements culturels français.                                               | 82    |        |
| 16 mars           | Georges Pérol             | Haut fonctionnaire et homme politique français.                                                               | 98    |        |
| 16 mars           | Roger Pfund               | Peintre, graphiste et designer franco-suisse.                                                                 | 80    |        |
| 16 mars           | David Seidler             | Dramaturge et scénariste anglo-américain.                                                                     | 86    | (en)   |
| 16 mars           | Lionel Théorêt            | Personnalité canadienne.                                                                                      | 96    |        |
| 15 mars           | Joe Camp                  | Réalisateur et scénariste américain.                                                                          | 84    | (en)   |
| 15 mars           | Paul Josef Cordes         | Cardinal allemand.                                                                                            | 89    | (de)   |
| 15 mars           | Tomasz Łubieński          | Journaliste et écrivain polonais.                                                                             | 85    | (pl)   |
| 15 mars           | Karl-Ove Mannberg         | Violoniste suédois.                                                                                           | 89    | (se)   |
| 15 mars           | André Paradis             | Écrivain, essayiste, romancier et nouvelliste guyanais.                                                       | 84    |        |
| 15 mars           | Gilbert Puech             | Linguiste français.                                                                                           | 78    |        |
| 15 mars           | Alexandre Schirwindt      | Acteur et metteur en scène russe.                                                                             | 89    | (ru)   |
| 15 mars           | Marcel Thomazeau          | Résistant français et dirigeant de journaux régionaux.                                                        | 101   |        |
| 14 mars           | Micheline Attoun          | Directrice de théâtre française.                                                                              | 87    |        |
| 14 mars           | David Breashears          | Réalisateur et alpiniste américain.                                                                           | 68    | (en)   |
| 14 mars           | Lamara Chkonia            | Soprano géorgienne.                                                                                           | 93    | (ka)   |
| 14 mars           | Frank Darcel              | Écrivain, musicien et producteur de musique français.                                                         | 65    | (es)   |
| 14 mars           | Byron Janis               | Pianiste classique américain.                                                                                 | 95    | (en)   |
| 14 mars           | Jean-Pierre Marty         | Pianiste et chef d'orchestre français.                                                                        | 91    |        |
| 14 mars           | Angela McCluskey          | Auteur-compositeur-interprète écossaise.                                                                      | 64    | (en)   |
| 14 mars           | Louis Minetti             | Homme politique français.                                                                                     | 98    |        |
| 14 mars           | Léon Semmeling            | Joueur de football international belge.                                                                       | 84    |        |
| 14 mars           | Tsewang Choegyal Tethong  | Homme politique tibétain.                                                                                     | 89    | (en)   |
| 14 mars           | Frans de Waal             | Primatologue et éthologue néerlandais.                                                                        | 75    | (nl)   |
| 14 mars           | Zheng Zhenxiang           | Archéologue chinoise.                                                                                         | 89    |        |
| 13 mars           | Stefan Abadzhiev          | Joueur de football international bulgare.                                                                     | 89    | (bg)   |
| 13 mars           | Rosemary Aubert           | Femme de lettres canadienne.                                                                                  | 77    | (en)   |
| 13 mars           | Rolf Blättler             | Joueur de football international suisse.                                                                      | 81    |        |
| 13 mars           | Paule-Marie Carli         | Hématologue française.                                                                                        | 84    |        |
| 13 mars           | Jacques Donnay            | Homme politique français.                                                                                     | 99    |        |
| 13 mars           | Marcello Gandini          | Designer automobile italien.                                                                                  | 85    | (it)   |
| 13 mars           | Philippe de Gaulle        | Militaire et homme politique français.                                                                        | 102   |        |
| 13 mars           | Natalia Kassatkina        | Actrice et danseuse russe.                                                                                    | 89    | (ru)   |
| 13 mars           | Sylvain Luc               | Guitariste français de jazz.                                                                                  | 58    |        |
| 13 mars           | Claude Mourthé            | Écrivain, traducteur et réalisateur de télévision et de radio français.                                       | 92    |        |
| 13 mars           | Néophyte de Bulgarie      | Patriarche de l'Église orthodoxe bulgare.                                                                     | 78    | (en)   |
| 13 mars           | Aribert Reimann           | Compositeur et pianiste allemand.                                                                             | 88    | (de)   |
| 12 mars           | Horace Lanfranchi         | Homme politique français.                                                                                     | 88    |        |
| 11 mars           | Paul Alexander            | Avocat, écrivain et survivant de la poliomyélite américain.                                                   | 78    | (en)   |
| 11 mars           | Louis Brien               | Artiste-graveur canadien.                                                                                     | 76    |        |
| 11 mars           | Madeleine Chapsal         | Écrivaine et journaliste française.                                                                           | 98    |        |
| 11 mars           | Emilio Correa             | Boxeur cubain, champion aux Jeux olympiques d'été de 1972.                                                    | 70    | (en)   |
| 11 mars           | Paul Denis                | Homme politique haïtien.                                                                                      | 81    |        |
| 11 mars           | François Dupuy            | Sociologue des organisations français.                                                                        | 76    |        |
| 11 mars           | Michel Ferlus             | Linguiste français.                                                                                           | 88    |        |
| 11 mars           | Marian Gołębiewski        | Évêque catholique polonais.                                                                                   | 86    | (pl)   |
| 11 mars           | Malachy McCourt           | Acteur et écrivain américain.                                                                                 | 92    | (en)   |
| 11 mars           | Tamar Pelleg-Sryck        | Avocate et une militante des droits de l'Homme israélienne.                                                   | 97    | (he)   |
| 11 mars           | Pete Rodríguez            | Musicien américain d'origine portoricaine.                                                                    | 91    |        |
| 11 mars           | Jacques Touret            | Ingénieur et professeur français.                                                                             | 88    |        |
| 11 mars           | Miriam Weledji            | Avocate camerounaise.                                                                                         | 86    | (en)   |
| 10 mars           | Percy Adlon               | Réalisateur allemand.                                                                                         | 88    | (de)   |
| 10 mars           | Hanspeter Bellingrodt     | Tireur sportif colombien.                                                                                     | 80    | (es)   |
| 10 mars           | Eric Carmen               | Chanteur et auteur-compositeur américain.                                                                     | 74    |        |
| 10 mars           | Sergei Diomidov           | Gymnaste soviétique, médaillé d'argent et de bronze olympique (1964, 1968).                                   | 80    | (ru)   |
| 10 mars           | Mutsumi Inomata           | Illustratrice et animatrice de télévision japonaise.                                                          | 63    | (en)   |
| 10 mars           | Myōbudani Kiyoshi         | Lutteur de sumo japonais.                                                                                     | 86    | (ja)   |
| 10 mars           | Margot Lemire             | Écrivaine, poète et dramaturge québécoise.                                                                    | 77    |        |
| 10 mars           | José Oubrerie             | Architecte français.                                                                                          | 91    |        |
| 10 mars           | Yves Pillet               | Homme politique français.                                                                                     | 84    |        |
| 10 mars           | T.M. Stevens              | Bassiste américain.                                                                                           | 72    | (en)   |
| 10 mars           | Marc Tobaly               | Guitariste, auteur et compositeur français.                                                                   | 74    |        |
| 10 mars           | Karl Wallinger            | Musicien, auteur-compositeur et producteur de disques gallois.                                                | 66    | (en)   |
| 9 mars            | Antanas Bagdonavičius     | Rameur soviétique puis lituanien, médaillé d'argent et de bronze olympique (1964, 1968).                      | 85    | (lt)   |
| 9 mars            | John Barnett              | Lanceur d'alerte américain.                                                                                   | 62    | (fr)   |
| 9 mars            | Georgi Popov              | Footballeur international bulgare.                                                                            | 79    | (bg)   |
| 9 mars            | Guy Touvron               | Trompettiste classique français.                                                                              | 74    |        |
| 8 mars            | Abdou Cherif              | Chanteur marocain.                                                                                            | 57    |        |
| 8 mars            | Brother Dege              | Chanteur et auteur-compositeur-interprète américain.                                                          | 56    | (en)   |
| 8 mars            | Jonathan Hunt             | Homme d'État néo-zélandais.                                                                                   | 85    | (en)   |
| 8 mars            | Herbert Kroemer           | Physicien germano-américain.                                                                                  | 95    | (en)   |
| 8 mars            | Tommy McAvoy              | Homme politique britannique.                                                                                  | 80    |        |
| 8 mars            | Kwamu Nana                | Avocate camerounaise.                                                                                         | 70    |        |
| 8 mars            | Tafsir Malick Ndiaye      | juriste sénégalais.                                                                                           | 71    |        |
| 7 mars            | Jean-Baptiste Bordas      | Joueur puis entraîneur français de football.                                                                  | 86    |        |
| 7 mars            | Jean-Paul Colonval        | Joueur puis entraîneur belge de football.                                                                     | 84    |        |
| 7 mars            | Steve Lawrence            | Chanteur et acteur américain.                                                                                 | 88    | (en)   |
| 7 mars            | Daniel Martin             | Acteur français.                                                                                              | 73    |        |
| 7 mars            | Minervino Pietra          | Footballeur puis entraîneur portugais.                                                                        | 70    | (pt)   |
| 7 mars            | Richard Rosecrance        | Économiste historien, politologue et géopolitologue américain.                                                | 88    | (en)   |
| 7 mars            | Stéphane Rosse            | Auteur de bande dessinée et illustrateur français.                                                            | 57    |        |
| 7 mars            | Lucas Samaras             | Peintre, sculpteur et photographe américain.                                                                  | 87    | (en)   |
| 7 mars            | Son Myung-soon            | Femme politique sud-coréenne.                                                                                 | 95    | (en)   |
| 6 mars            | Françoise Garner          | Cantatrice française.                                                                                         | 90    |        |
| 6 mars            | Martin Ndongo-Ebanga      | Boxeur camerounais, médaillé de bronze aux Jeux olympiques d'été de 1984.                                     | 57    |        |
| 6 mars            | Rimas Tuminas             | Metteur en scène, professeur et directeur de théâtre lituanien.                                               | 72    | (li)   |
| 6 mars            | Claudio Velluti           | Joueur de basket-ball Italien.                                                                                | 84    | (it)   |
| 6 mars            | Margrit Weber-Röllin      | Personnalité politique suisse.                                                                                | 86    | (de)   |
| 5 mars            | Debra Byrd                | Chanteuse américaine.                                                                                         | 72    | (en)   |
| 5 mars            | Vadim Gladoun             | Joueur de basket-ball russe.                                                                                  | 86    | (ru)   |
| 5 mars            | Haïm Kern                 | Dessinateur et sculpteur français d'origine allemande.                                                        | 93    |        |
| 5 mars            | Rolf Larcher              | Rameur suisse.                                                                                                | 89    | (de)   |
| 5 mars            | Roberto Leoni             | Réalisateur et scénariste italien.                                                                            | 83    | (it)   |
| 5 mars            | António-Pedro Vasconcelos | Réalisateur et scénariste portugais.                                                                          | 84    | (pt)   |
| 4 mars            | Barbara Balzerani         | Écrivaine italienne, militante politique.                                                                     | 75    | (it)   |
| 4 mars            | Jean-Pierre Bourtayre     | Compositeur français.                                                                                         | 82    |        |
| 4 mars            | Pepp Iyffert              | Coureur cycliste soviétique et estonien.                                                                      | 79    | (et)   |
| 4 mars            | Michael Jenkins           | Réalisateur, scénariste et producteur australien.                                                             | 77    | (en)   |
| 4 mars            | Lewis Jones               | Joueur de rugby à XV gallois.                                                                                 | 92    | (en)   |
| 4 mars            | Paryse Martin             | Artiste canadienne.                                                                                           | 64    |        |
| 4 mars            | Ramón Masats              | Photographe et réalisateur espagnol.                                                                          | 92    | (es)   |
| 4 mars            | Kees Rijvers              | Joueur et entraîneur de football néerlandais.                                                                 | 97    |        |
| 4 mars            | Félix Sabal-Lecco         | Compositeur et Batteur franco-camerounais.                                                                    | 65    |        |
| 4 mars            | B.B. Seaton               | Chanteur et producteur jamaïcain.                                                                             | 79    | (en)   |
| 4 mars            | Juan Verduzco             | Acteur mexicain.                                                                                              | 78    | (es)   |
| 3 mars            | John Beasley              | Mathématicien britannique.                                                                                    | 84    | (en)   |
| 3 mars            | Edward Bond               | Dramaturge, traducteur, théoricien, metteur en scène britannique.                                             | 89    |        |
| 3 mars            | Emmanuëlle                | Chanteuse québécoise.                                                                                         | 81    |        |
| 3 mars            | Roberto Fleitas           | Footballeur et entraîneur uruguayen.                                                                          | 91    | (es)   |
| 3 mars            | Oscar Ghiglia             | Guitariste italien.                                                                                           | 85    | (it)   |
| 3 mars            | Jaclyn Jose               | Actrice philippine.                                                                                           | 59    | (en)   |
| 3 mars            | Agbéyomé Kodjo            | Homme politique togolais.                                                                                     | 69    |        |
| 3 mars            | Günther Leib              | Baryton d'opéra allemand.                                                                                     | 96    | (de)   |
| 3 mars            | Natsu Nakajima            | Danseuse et chorégraphe japonaise.                                                                            | 80    | (ja)   |
| 3 mars            | Suzy Platiel              | Ethnolinguiste et africaniste française.                                                                      | 93    |        |
| 3 mars            | Léon-Pierre Raybaud       | Historien du droit et homme politique français.                                                               | 89    |        |
| 3 mars            | Mounir Sabet              | Dirigeant sportif égyptien, membre du Comité international olympique.                                         | 87    |        |
| 2 mars            | Jim Beard                 | Pianiste de jazz, compositeur, arrangeur et producteur de musique américain.                                  | 63    | (en)   |
| 2 mars            | Maurice Bembridge         | Golfeur britannique.                                                                                          | 79    | (en)   |
| 2 mars            | Tim Ecclestone            | Hockeyeur sur glace canadien.                                                                                 | 76    | (en)   |
| 2 mars            | Alain Gerolami            | Haut fonctionnaire français.                                                                                  | 97    |        |
| 2 mars            | Paul Houde                | Acteur, animateur de télévision et de radio canadien.                                                         | 69    |        |
| 2 mars            | John Okafor               | Acteur et humoriste nigérian.                                                                                 | 62    | (en)   |
| 2 mars            | Søren Pape Poulsen        | Homme politique danois.                                                                                       | 52    | (da)   |
| 2 mars            | Antoine Predock           | Architecte américain.                                                                                         | 87    |        |
| 2 mars            | Nikola Vuljanić           | Homme politique croate.                                                                                       | 74    | (hr)   |
| 1er mars          | Iris Apfel                | Entrepreneuse américaine, architecte d’intérieur et icône de la mode.                                         | 102   | (en)   |
| 1er mars          | Cécile Bertrand           | Illustratrice, dessinatrice de presse et plasticienne belge.                                                  | 70    |        |
| 1er mars          | Jacqueline Duhême         | Écrivaine et illustratrice française.                                                                         | 96    |        |
| 1er mars          | Michel Garland            | Acteur français.                                                                                              | 93    |        |
| 1er mars          | Monique Journod           | Artiste peintre et lithographe française.                                                                     | 88    |        |
| 1er mars          | Tristram Powell           | Réalisateur, producteur et scénariste britannique.                                                            | 83    | (en)   |
| 1er mars          | Jacques Tasso             | Pilote français de rallye automobile.                                                                         | 79    |        |
| 1er mars          | Akira Toriyama            | Auteur de manga japonais.                                                                                     | 68    |        |
| date indéterminée | Mulalo Doyoyo             | Ingénieur, inventeur et professeur sud-africain.                                                              | 53    |        |